# Mortes em novembro de 2010
Mortes em 2010: ← Janeiro – Fevereiro – Março – Abril – Maio – Junho – Julho – Agosto – Setembro – Outubro – Novembro – Dezembro →
A lista a seguir relaciona pessoas notáveis que morreram em novembro de 2010:

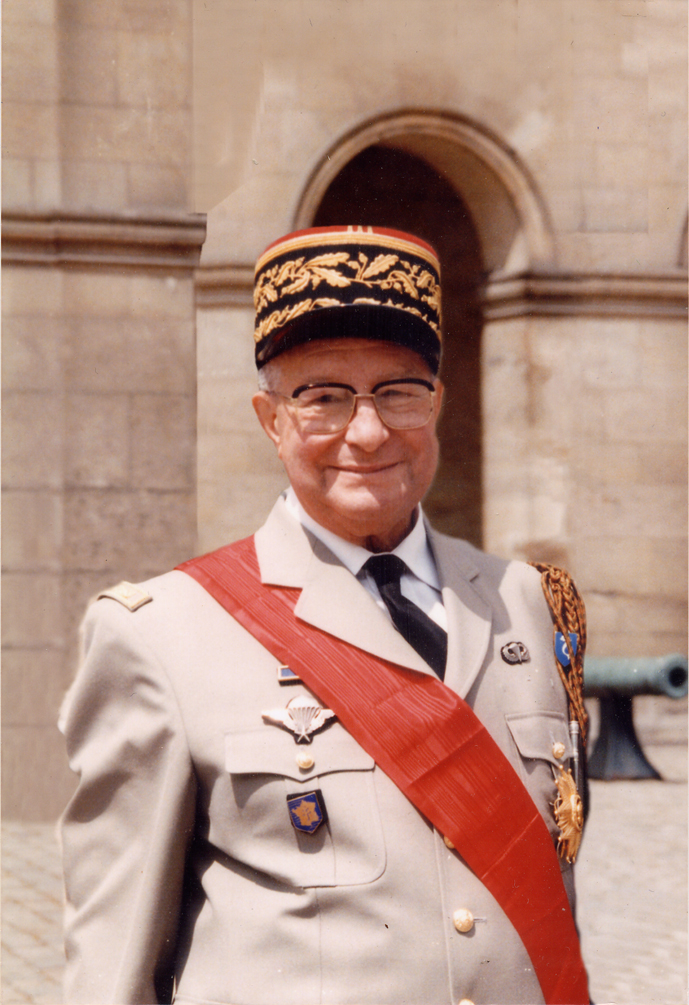
General Jean Compagnon,
militar francês.

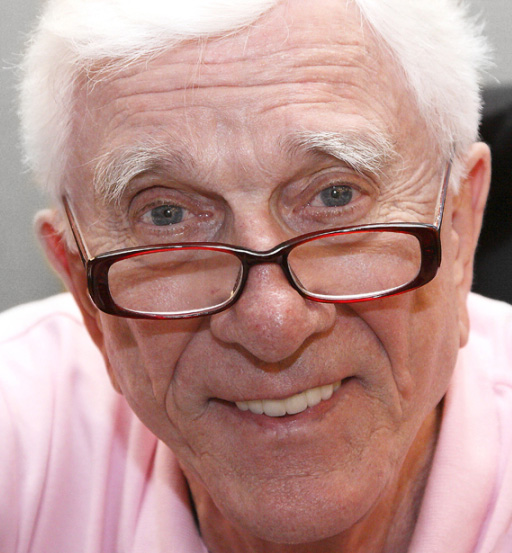
Leslie Nielsen, ator canadense.

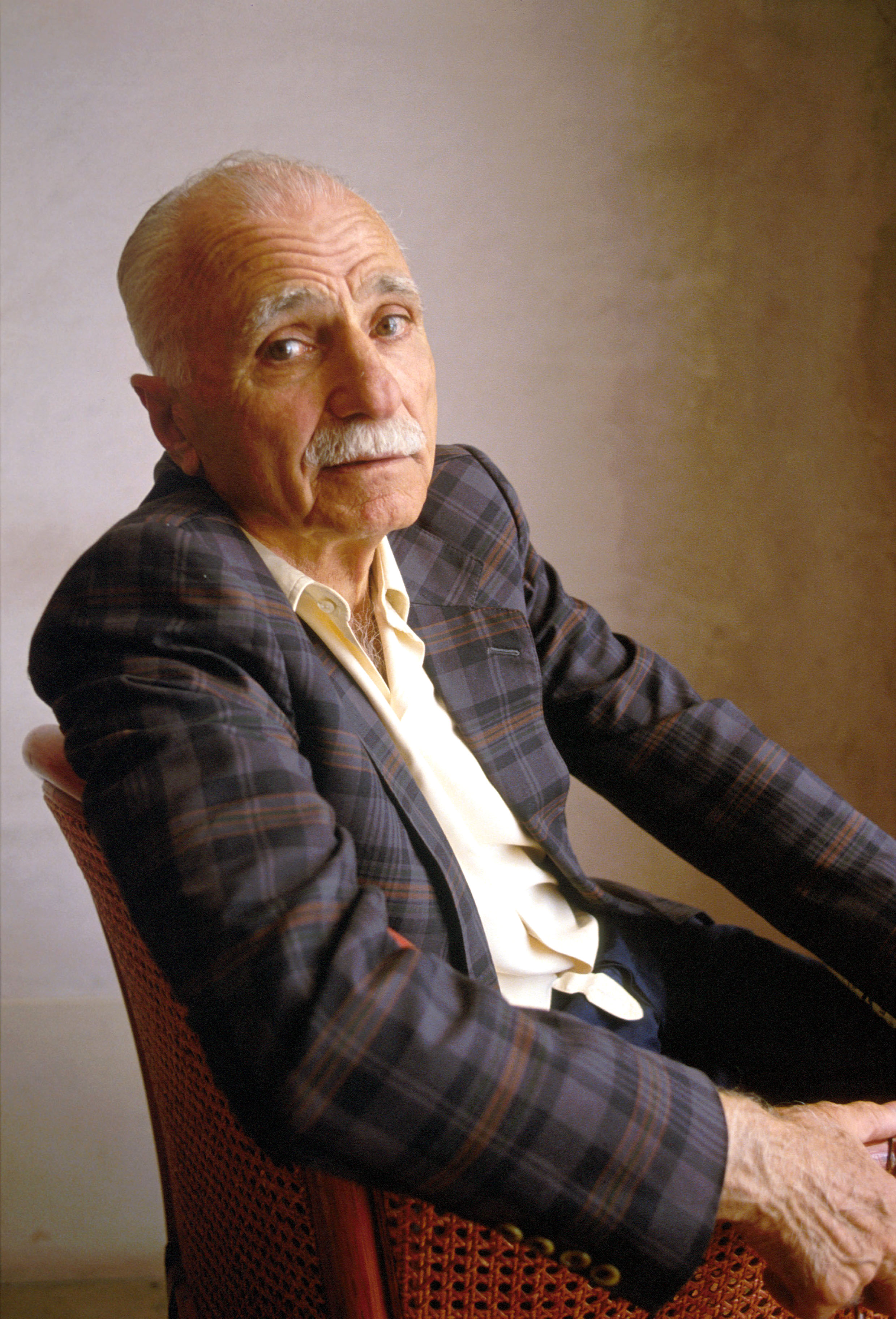
Mario Monicelli, cineasta italiano.

| Dia | Nome                     | Profissão ou motivo de reconhecimento | Nacionalidade        | Ano de nasc. | Ref     |
| --- | ------------------------ | ------------------------------------- | -------------------- | ------------ | ------- |
| 1   | Ed Litzenberger          | Jogador de hóquei no gelo             | Canadá               | 1932         | [ 1 ]   |
| 1   | Ernesto Presas           | Mestre de artes marciais              | Filipinas            | 1945         | [ 2 ]   |
| 1   | Gaston Vandermeerssche   | Ativista                              | Bélgica              | 1921         | [ 3 ]   |
| 1   | Herbert Krug             | Ginete                                | Alemanha             | 1937         | [ 4 ]   |
| 1   | Julia Clements           | Florista                              | Inglaterra           | 1906         | [ 5 ]   |
| 1   | Mihai Chiţac             | Militar e político                    | Roménia              | 1928         | [ 6 ]   |
| 1   | Monica Johnson           | Roteirista                            | Estados Unidos       | 1946         | [ 7 ]   |
| 1   | Piero Gancia             | Automobilista                         | Itália               | 1922         | [ 8 ]   |
| 1   | Shannon Tavarez          | Atriz                                 | Estados Unidos       | 1999         | [ 9 ]   |
| 2   | Andy Irons               | Surfista                              | Estados Unidos       | 1978         | [ 10 ]  |
| 2   | Clyde King               | Dirigente esportivo                   | Estados Unidos       | 1924         | [ 11 ]  |
| 2   | Enrico Magenes           | Matemático                            | Itália               | 1923         | [ 12 ]  |
| 2   | Jakub Smug               | Futebolista                           | Polónia              | 1914         | [ 13 ]  |
| 2   | Jule Sugarman            | Fundador do Head Start                | Estados Unidos       | 1927         | [ 14 ]  |
| 2   | Kalim Sharafi            | Cantor                                | Bangladesh           | 1924         | [ 15 ]  |
| 2   | Romualdas Krikšciunas    | Religioso                             | Lituânia             | 1930         | [ 16 ]  |
| 2   | Rudolf Barshai           | Músico                                | Rússia               | 1924         | [ 17 ]  |
| 2   | Sarah Doron              | Política                              | Israel               | 1922         | [ 18 ]  |
| 2   | Tonje Strøm              | Desenhista                            | Noruega              | 1937         | [ 19 ]  |
| 3   | Alfons Benedikter        | Político                              | Áustria              | 1918         | [ 20 ]  |
| 3   | Bill Colvin              | Jogador de hóquei no gelo             | Canadá               | 1934         | [ 21 ]  |
| 3   | Charles Charras          | Ator                                  | França               | 1920         | [ 22 ]  |
| 3   | Friedrich Halstenberg    | Político                              | Alemanha             | 1920         | [ 23 ]  |
| 3   | Hotep Idris Galeta       | Músico                                | África do Sul        | 1941         | [ 24 ]  |
| 3   | Jerry Bock               | Compositor                            | Estados Unidos       | 1928         | [ 25 ]  |
| 3   | Jim Clench               | Músico                                | Canadá               | 1949         | [ 26 ]  |
| 3   | Jiří Panyr               | Matemático                            | Alemanha             | 1942         | [ 27 ]  |
| 3   | P. Lal                   | Escritor                              | Índia                | 1929         | [ 28 ]  |
| 3   | Petros Hanna Al-Harboli  | Religioso                             | Iraque               | 1946         | [ 29 ]  |
| 3   | Sonia Pottinger          | Produtora musical                     | Jamaica              | 1931         | [ 30 ]  |
| 3   | Tadeusz Łączyński        | Jornalista                            | Polónia              | 1936         | [ 31 ]  |
| 3   | Viktor Chernomyrdin      | Político                              | Rússia               | 1938         | [ 32 ]  |
| 4   | Antoine Duquesne         | Político                              | Bélgica              | 1941         | [ 33 ]  |
| 4   | Eugénie Blanchard        | Decana da humanidade                  | França               | 1896         | [ 34 ]  |
| 4   | James Freud              | Músico                                | Austrália            | 1959         | [ 35 ]  |
| 4   | John Greene              | Jogador de futebol americano          | Estados Unidos       | 1920         | [ 36 ]  |
| 4   | Michelle Nicastro        | Atriz e cantora                       | Estados Unidos       | 1960         | [ 37 ]  |
| 4   | Noel Taylor              | Figurinista                           | Estados Unidos       | 1917         | [ 38 ]  |
| 4   | Rudy Regalado            | Músico                                | Venezuela            | 1943         | [ 39 ]  |
| 4   | Sparky Anderson          | Beisebolista                          | Estados Unidos       | 1934         | [ 40 ]  |
| 5   | Adrian Păunescu          | Poeta                                 | Roménia              | 1943         | [ 41 ]  |
| 5   | Antonio Cárdenas Guillén | Criminoso                             | México               | 1962         | [ 42 ]  |
| 5   | David Steuart            | Político                              | Canadá               | 1916         | [ 43 ]  |
| 5   | Hajo Herrmann            | Militar                               | Alemanha             | 1913         | [ 44 ]  |
| 5   | Jean Compagnon           | Militar                               | França               | 1916         | [ 45 ]  |
| 5   | Jill Clayburgh           | Atriz                                 | Estados Unidos       | 1944         | [ 46 ]  |
| 5   | Martin Baum              | Agente de talentos                    | Estados Unidos       | 1924         | [ 47 ]  |
| 5   | Shirley Verrett          | Cantora de ópera                      | Estados Unidos       | 1931         | [ 48 ]  |
| 6   | Ezard Haußmann           | Ator                                  | Alemanha             | 1935         | [ 49 ]  |
| 6   | Fernando Bastos de Ávila | Escritor e religioso                  | Brasil               | 1918         | [ 50 ]  |
| 6   | Jay Van Noy              | Beisebolista                          | Estados Unidos       | 1928         | [ 51 ]  |
| 6   | Jo Myong-Rok             | Político                              | Coreia do Norte      | 1928         | [ 52 ]  |
| 6   | Michael Seifert          | Nazista                               | Itália               | 1924         | [ 53 ]  |
| 6   | Peter Hilton             | Matemático                            | Inglaterra           | 1923         | [ 54 ]  |
| 6   | Siddhartha Shankar Ray   | Político                              | Índia                | 1920         | [ 55 ]  |
| 7   | Domingo Maza Zavala      | Economista                            | Venezuela            | 1922         | [ 56 ]  |
| 7   | Smaro Stefanidou         | Atriz                                 | Grécia               | 1913         | [ 57 ]  |
| 8   | Addison Powell           | Ator                                  | Estados Unidos       | 1921         | [ 58 ]  |
| 8   | Emilio Eduardo Massera   | Militar                               | Argentina            | 1925         | [ 59 ]  |
| 8   | Jack Levine              | Artista plástico                      | Estados Unidos       | 1915         | [ 60 ]  |
| 8   | Mikhail Savicki          | Pintor                                | Bielorrússia         | 1922         | [ 61 ]  |
| 8   | Quintin Dailey           | Basquetebolista                       | Estados Unidos       | 1961         | [ 62 ]  |
| 8   | Richard Bing             | Médico                                | Alemanha             | 1909         | [ 63 ]  |
| 9   | Amos Lavi                | Ator                                  | Israel               | 1953         | [ 64 ]  |
| 9   | Elizabeth Carnegy        | Nobre                                 | Escócia              | 1925         | [ 65 ]  |
| 9   | Ernest Valko             | Político e jurista                    | Eslováquia           | 1953         | [ 66 ]  |
| 9   | Gregorio Barradas        | Político                              | México               | 1982         | [ 67 ]  |
| 9   | Herman Liebaers          | Linguista                             | Bélgica              | 1919         | [ 68 ]  |
| 9   | John Jerome Cunneen      | Religioso                             | Nova Zelândia        | 1932         | [ 69 ]  |
| 9   | Robert Donatucci         | Político                              | Estados Unidos       | 1952         | [ 70 ]  |
| 10  | Theo Doyer               | Jogador de hóquei                     | Países Baixos        | 1955         | [ 71 ]  |
| 11  | Baby Marie Osborne       | Atriz                                 | Estados Unidos       | 1911         | [ 72 ]  |
| 11  | Bella Jozef              | Crítica literária                     | Brasil               | 1926         | [ 73 ]  |
| 11  | Carlos Edmundo de Ory    | Poeta                                 | Espanha              | 1923         | [ 74 ]  |
| 11  | Dino De Laurentiis       | Produtor de cinema                    | Itália               | 1919         | [ 75 ]  |
| 11  | Mendonça Neto            | Político                              | Brasil               | 1945         | [ 76 ]  |
| 12  | Henryk Górecki           | Compositor                            | Polónia              | 1933         | [ 77 ]  |
| 12  | Stanisław Bobak          | Esquiador                             | Polónia              | 1956         | [ 78 ]  |
| 13  | Luis García Berlanga     | Cineasta                              | Espanha              | 1921         | [ 79 ]  |
| 13  | Witold Hatka             | Político                              | Polónia              | 1939         | [ 80 ]  |
| 14  | Bobbi Sykes              | Ativista                              | Austrália            | 1943         | [ 81 ]  |
| 14  | Nathan Oliveira          | Pintor                                | Estados Unidos       | 1928         | [ 82 ]  |
| 15  | Edmond Amran El Maleh    | Escritor                              | Marrocos             | 1917         | [ 83 ]  |
| 15  | Larry Evans              | Mestre de xadrez                      | Estados Unidos       | 1932         | [ 84 ]  |
| 16  | Britton Chance           | Cientista e velejador                 | Estados Unidos       | 1913         | [ 85 ]  |
| 16  | Ilie Savu                | Futebolista                           | Roménia              | 1920         | [ 86 ]  |
| 16  | Mimi Perrin              | Cantora                               | Estados Unidos       | 1926         | [ 87 ]  |
| 16  | Paul Calello             | Investidor                            | Estados Unidos       | 1961         | [ 88 ]  |
| 17  | Nena                     | Futebolista                           | Brasil               | 1923         | [ 89 ]  |
| 17  | Isabelle Caro            | Modelo                                | França               | 1982         | [ 90 ]  |
| 18  | Abraham Serfaty          | Ativista                              | Marrocos             | 1926         | [ 91 ]  |
| 18  | Brian G. Marsden         | Astrônomo                             | Inglaterra           | 1937         | [ 92 ]  |
| 18  | Freddy Beras-Goico       | Comediante                            | República Dominicana | 1940         | [ 93 ]  |
| 18  | Samuel Kunz              | Nazista                               | Alemanha             | 1921         | [ 94 ]  |
| 19  | 75 Cents                 | Cantor                                | Croácia              | 1933         | [ 95 ]  |
| 20  | Chalmers Johnson         | Escritor e professor                  | Estados Unidos       | 1931         | [ 96 ]  |
| 20  | Jim Yardley              | Jogador de críquete                   | Inglaterra           | 1946         | [ 97 ]  |
| 21  | José de Almeida Prado    | Pianista e compositor                 | Brasil               | 1943         | [ 98 ]  |
| 21  | Moacir Costa Lopes       | Escritor                              | Brasil               | 1927         | [ 99 ]  |
| 21  | Silverio Cavazos         | Político                              | México               | 1968         | [ 100 ] |
| 22  | Julien Guiomar           | Ator                                  | França               | 1928         | [ 101 ] |
| 22  | Urbano Navarrete Cortés  | Cardeal                               | Espanha              | 1920         | [ 102 ] |
| 23  | Ingrid Pitt              | Atriz                                 | Polónia              | 1937         | [ 103 ] |
| 23  | Joyce Howard             | Atriz                                 | Inglaterra           | 1922         | [ 104 ] |
| 23  | Mauro Alice              | Montador                              | Brasil               | 1925         | [ 105 ] |
| 24  | Carlos Humberto Corrêa   | Historiador                           | Brasil               | 1941         | [ 106 ] |
| 24  | Huang Hua                | Diplomata                             | China                | 1913         | [ 107 ] |
| 24  | Lim Chong Eu             | Político                              | Malásia              | 1919         | [ 108 ] |
| 24  | Sergio Valech            | Bispo                                 | Chile                | 1927         | [ 109 ] |
| 25  | Doris McCarthy           | Artista plástica                      | Canadá               | 1910         | [ 110 ] |
| 25  | Peter Christopherson     | Músico                                | Inglaterra           | 1955         | [ 111 ] |
| 26  | Marjory Saunders         | Arqueira                              | Canadá               | 1913         | [ 112 ] |
| 26  | Palle Huld               | Ator                                  | Dinamarca            | 1912         | [ 113 ] |
| 27  | Irvin Kershner           | Cineasta                              | Estados Unidos       | 1923         | [ 114 ] |
| 28  | Gil McDougald            | Jogador de beisebol                   | Estados Unidos       | 1928         | [ 115 ] |
| 28  | Giorgos Foundas          | Ator                                  | Grécia               | 1924         | [ 116 ] |
| 28  | Leslie Nielsen           | Ator                                  | Canadá               | 1926         | [ 117 ] |
| 28  | Mahaveer Prasad          | Político                              | Índia                | 1939         | [ 118 ] |
| 28  | Nélson do Posto          | Político                              | Brasil               | 1948         | [ 119 ] |
| 28  | Samuel Cohen             | Cientista                             | Estados Unidos       | 1921         | [ 120 ] |
| 28  | Vladimir Maslachenko     | Futebolista                           | Rússia               | 1936         | [ 121 ] |
| 29  | Bella Akhmadulina        | Poetisa                               | Rússia               | 1937         | [ 122 ] |
| 29  | Mario Monicelli          | Cineasta                              | Itália               | 1915         | [ 123 ] |
| 29  | Maurice Vincent Wilkes   | Cientista                             | Inglaterra           | 1913         | [ 124 ] |
| 29  | Peter Hofmann            | Cantor de ópera                       | Alemanha             | 1944         | [ 125 ] |
| 30  | Gabriela Kownacka        | Atriz                                 | Polónia              | 1952         | [ 126 ] |
| 30  | Sri Daya Mata            | Guia espiritual                       | Estados Unidos       | 1914         | [ 127 ] |